# Roman Payer
Roman Payer (* 16. Januar 1979 in Wien) ist ein österreichischer Opern- und Konzertsänger (Tenor).

## Leben und Ausbildung
Roman Payer ist in Wien geboren und begann seine musikalische Ausbildung im Alter von acht Jahren als Mitglied und später Sopransolist der Wiener Sängerknaben. Er studierte Gesang am Konservatorium der Stadt Wien und schloss sowohl in Sologesang (Klasse Helga Wagner) als auch in Oper (Klasse Lucia Meschwitz) mit Auszeichnung ab.

## Oper
Schon während des Studiums hatte Roman Payer als Lehrbube in Die Meistersinger von Nürnberg an der Volksoper Wien, Vlaamse Opera, Opera Bastille, in Kinderopern an der Wiener Staatsoper, bei den Operettenfestspielen Bad Hall (Stanislaus in Vogelhändler, Ottokar in Der Zigeunerbaron, Vincenz in Der fidele Bauer), bei den Ludwigsburger Schlossfestspielen (Proteo in L’isola disabitata) und am Theater Strasstnoi Bulvar in Moskau (Tamino in Die Zauberflöte) zahlreiche Gastverträge.
Das erste feste Theaterengagement führte ihn für drei Spielzeiten an das Theater Augsburg.
Seine Rollen dort waren unter anderem Pedrillo (Die Entführung aus dem Serail),
Alessandro (Il re pastore), Kavalier (Cardillac), Pluto (Orpheus in der Unterwelt), Dr. Siedler (Im weißen Rößl).
Anschließend war er zwei Jahre Ensemblemitglied am Landestheater Coburg,  wo er sich das
lyrische Tenorfach erarbeiten und später in das jugendliche Heldenfach wechseln konnte.
So sang er zum Beispiel Boris in Katja Kabanova, Almaviva in Il barbiere di Siviglia,
Pylade in Iphigénie en Tauride, Alfredo in La Traviata, Max in Der Freischütz, Edwin in Die Csárdásfürstin.
Seit 2012 arbeitet Roman Payer als freischaffender Sänger.
Der Tenor gastierte unter anderem an folgenden Häusern: Semperoper, Oper Leipzig,
Bayerische Staatsoper, Komische Oper Berlin, Staatstheater Saarbrücken, Theater Regensburg, Theater Ulm, Theater Koblenz, Mecklenburgisches Staatstheater, Theater Vorpommern, Theater Pforzheim, Staatsoper Hannover, Theater Würzburg, Landestheater Salzburg, Tiroler Landestheater, Theater St. Gallen, Landestheater Coburg, Seefestspiele Mörbisch, Stadttheater Klagenfurt, Goetheanum in Dornach.
Sein Repertoire beinhaltet Rollen wie Florestan in Fidelio; Max in Der Freischütz; Siegmund
in Die Walküre; die Titelpartien von Parsifal, Peter Grimes und Oedipus Rex; Hüon von
Bordeaux in Oberon; Max in Kreneks Jonny spielt auf und Sergej in Lady Macbeth von Mzensk.

## Konzert
Bereits während des Studiums wirkte Roman Payer als junger Tenorsolist in den bedeutenden
Kirchen Wiens, u. a. Stephansdom, Augustinerkirche und Jesuitenkirche. Dort sang er
sämtliche Messen der Wiener Klassiker Mozart, Haydn und Schubert.
Als Konzertsänger steht Roman Payer auf den Konzertbühnen Europas. So zum Beispiel im Herodes-Atticus-Theater in Athen, der Philharmonie Luxemburg, der Marienkirche in der Tschechischen Republik, im Herkulessaal in München, in der Glocke in Bremen, in der Kathedrale St. Gallen in Schweiz, im Schloss Heidelberg, in der Kongresshalle Augsburg, im Dom zu Speyer, im Mainzer Dom, im Wiener Musikverein und Konzerthaus Wien und im Duomo di Monreale auf Sizilien.
Sein vielfältiges Repertoire erstreckt sich von der Renaissance bis hin zur Moderne, wie z. B.: Monteverdis Marienvesper, Bachs Passionen, alle großen Oratorien von Händel, Haydn und Mendelssohn, Petite Messe von Rossini, Beethovens 9. Sinfonie und das Verdi-Requiem.

## Auszeichnungen
- 2005: Preisträger des 20. Nico-Dostal-Wettbewerb